# Dinastia Tây Sơn
A Dinastia Tây Sơn (em vietnamita: Nhà Tây Sơn, Chữ Nôm: 茹西山, lit. "Casa de Tây Sơn"; vietnamita: triều Tây Sơn (Chữ Hán: 朝西山), oficialmente Grande Việt (em vietnamita: Đại Việt; Chữ Hán: 大越) foi uma dinastia do Vietnã. Foi fundada depois que três irmãos Nguyễn da vila de Tây Sơn se rebelaram contra a dinastia Lê, os senhores Nguyễn e os senhores Trịnh. Os Tây Sơn eram liderados por esses três irmãos, chamados pelos historiadores vietnamitas modernos como irmãos Tây Sơn devido à sua origem no distrito de Tây Sơn. O Tây Sơn foi mais tarde sucedido pela dinastia Nguyễn.
A dinastia Tây Sơn encerrou a guerra centenária entre as famílias Trịnh e Nguyễn, encerrou a dinastia Lê, e uniu o país pela primeira vez em 200 anos. Os Tây Sơn entraram em uma relação tributária com a dinastia Qing da China e ganharam o reconhecimento como governantes oficiais do Vietnã do Imperador Qianlong. Sob o comando do mais proeminente dos irmãos Tây Sơn, Nguyễn Quang Bình — mais tarde imperador Quang Trung — o Vietnã viveu uma época de relativa paz e prosperidade. No entanto, seu herdeiro não foi capaz de governar adequadamente o país, permitindo que o exilado senhor Nguyễn Nguyễn Ánh retomasse o sul do Vietnã e eventualmente preparasse o caminho para sua própria dinastia imperial, a dinastia Nguyễn.

## Nome
A dinastia Tây Sơn recebeu o nome do distrito de Tây Sơn na província de Bình Định, local de nascimento dos três irmãos que estabeleceram a dinastia. O nome "Tây Sơn" significa "montanhas ocidentais" do chinês 西山 Xīshān, onde 西 xi significa oeste e 山 shan significa montanha.

## História

### Prelúdio

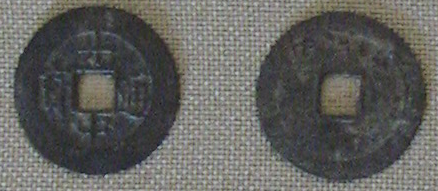
Quang Trung thông bảo (光中通寶), uma moeda emitida durante o reinado do imperador Quang Trung

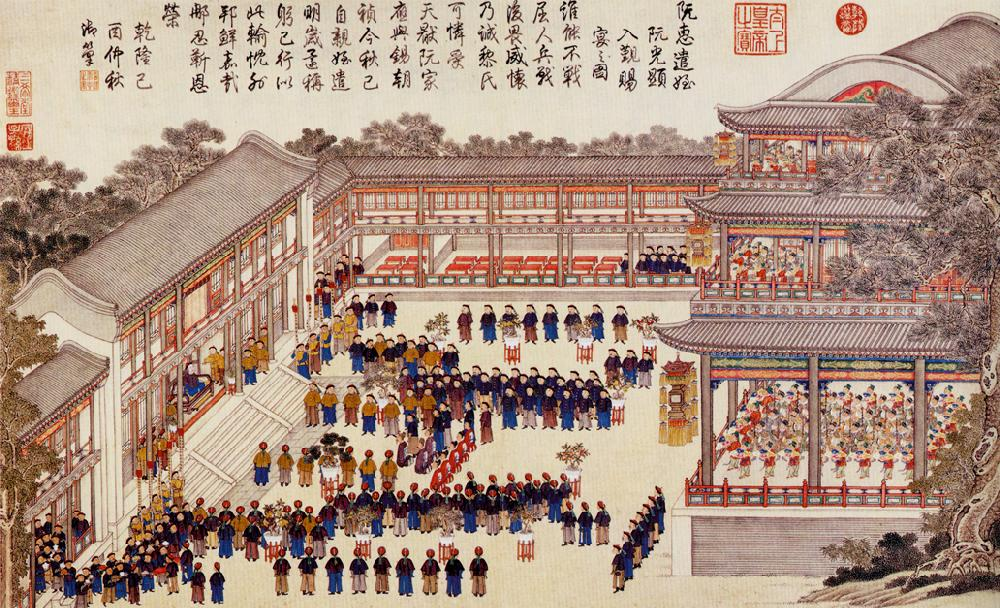
Pintura do final do século 18 representando o imperador Qianlong recebendo Nguyễn Quang Hiển, o enviado de paz de Nguyen Hue em Pequim

No século XVIII, o Vietnã era governado de jure pela dinastia Lê, mas o poder real estava nas mãos de duas famílias em guerra, os senhores Trịnh do norte que governavam a partir da corte imperial em Thăng Long e os senhores Nguyễn no sul, que governaram de sua capital Huế. Ambos os lados guerrearam extensivamente pelo controle do país. A vida dos camponeses durante estes tempos era difícil: a propriedade da terra concentrou-se nas mãos de um punhado de proprietários com o passar do tempo. A burocracia imperial tornou-se corrupta e opressiva; a certa altura, os diplomas imperiais foram vendidos a quem fosse rico o suficiente para comprá-los. À medida que o povo ficava mais pobre, os senhores governantes viviam estilos de vida luxuosos em palácios opulentos. Embora os senhores Trịnh desfrutassem de paz desde o fim da guerra entre Trịnh e Nguyễn em 1672, os senhores Nguyễn faziam campanha regularmente contra o Camboja e mais tarde contra o Reino do Sião (Tailândia). Embora os senhores Nguyễn geralmente vencessem essas guerras e abrissem novas terras férteis para os pobres sem terra se estabelecerem, as guerras frequentes custavam dinheiro, recursos e vidas.

### Rebelião de Tây Sơn
Em 1769, o novo rei do Sião Taksin lançou uma guerra para recuperar o controle do Camboja. A guerra foi contra os senhores Nguyễn, e estes foram forçados a abandonar algumas das terras recém-conquistadas, que incluíam o Principado de Hà Tiên,  na costa oriental da Cochinchina. Lorde Nguyễn Phúc Khoát morreu em 1765, o poder da corte foi transferido para o regente Trương Phúc Loan, criando uma crise política. Isso, juntamente com impostos pesados e corrupção endêmica em nível local, estimulou três irmãos Nguyễn Nhạc, Nguyễn Huệ e Nguyễn Lữ (não relacionados aos senhores Nguyễn) da vila de Tây Sơn, centro do Vietnã, a se revoltarem em 1771 contra o senhor Nguyễn Phúc Thuần.
Os irmãos Tây Sơn se autodenominavam campeões do povo. No ano seguinte, a revolta ganhou força e eles venceram algumas batalhas contra o exército Nguyễn que foi enviado para esmagar a rebelião. Os Tây Sơn obtiveram o apoio não apenas de agricultores pobres, mas também de algumas tribos indígenas das terras altas. Nguyễn Huệ, o líder dos irmãos, disse que seu objetivo era acabar com a opressão do povo, reunificar o país e restaurar o poder do imperador Lê em Hanói. O Tây Sơn também prometeu remover funcionários corruptos e redistribuir terras.
Em 1773, os Tây Sơn capturaram o porto de Qui Nhơn, onde os mercadores, que sofreram com as leis restritivas impostas pelos Nguyễn, deram ao levante seu apoio financeiro. Os Nguyễn, finalmente reconhecendo a gravidade da revolta, fizeram as pazes com os siameses, desistindo de algumas terras que haviam conquistado nas décadas anteriores. No entanto, os seus problemas agravaram-se quando Trịnh Sâm decidiu acabar com a paz de 100 anos e explorar a turbulência no sul, enviando o seu exército para atacar Phú Xuân (atual Huế), a capital Nguyễn. O exército Trịnh capturou a cidade, forçando os Nguyễn a fugir para Gia Định (atual Saigon).
O exército de Trịnh continuou a marchar para o sul e o exército de Tây Sơn continuou a conquistar outras cidades do sul. As forças reunidas contra os Nguyễn eram simplesmente muitas e em 1776 o exército Tây Sơn capturou o último reduto Nguyễn de Gia Định e massacrou a população chinesa da cidade. Toda a família Nguyễn foi morta no final do cerco, exceto um sobrinho, Nguyễn Ánh, que conseguiu escapar para o Sião. O irmão mais velho de Tây Sơn, Nguyễn Nhạc, proclamou-se imperador em 1778. Um conflito com o Trịnh tornou-se assim inevitável.

### Conflito com Sião
Os Tây Sơn passaram a década seguinte consolidando seu controle sobre o antigo território Nguyễn. Nguyễn Ánh provou ser um inimigo teimoso. Ele convenceu o rei do Sião, P'ya Taksin, a invadir o Vietnã em seu apoio. O exército siamês atacou em 1780, mas em vários anos de guerra não foi capaz de derrotar o exército Tây Sơn, pois os ganhos foram seguidos de perdas. Em 1782, o rei siamês foi morto numa revolta e, menos de um ano depois, as forças de Nguyễn Ánh foram expulsas do Vietnã. Em 1785, o Sião lançou novamente uma invasão e ocupou parte do Delta do Mekong, mas foi derrotado por Nguyen Hue na Batalha de Rạch Gầm-Xoài Mút.

### Conquista dos Senhores Trịnh

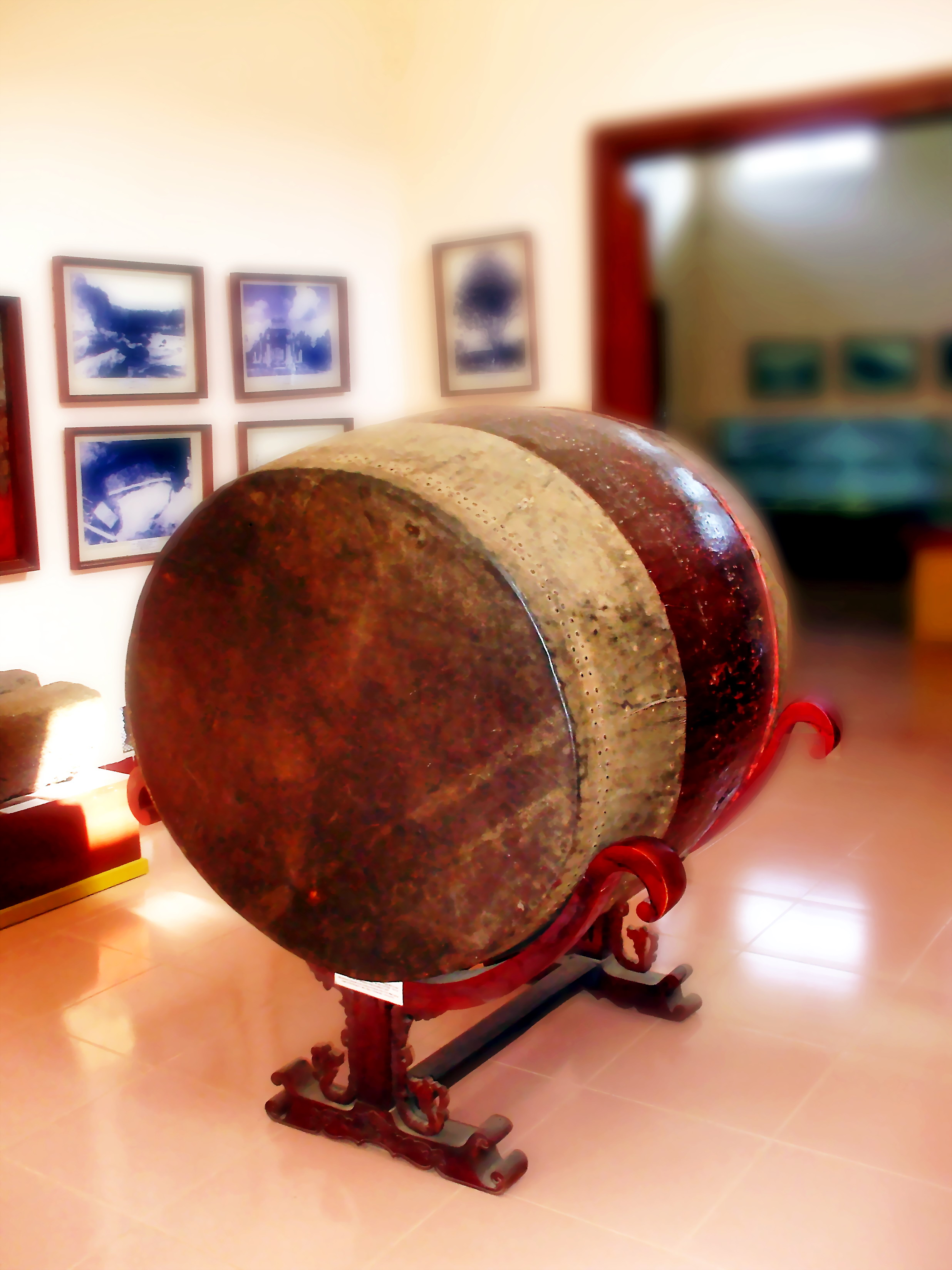
Um tambor de guerra dos rebeldes Tây Sơn

Tendo derrotado os Nguyễn por enquanto, Nguyễn Huệ decidiu destruir o poder dos senhores Trịnh. Ele marchou para o norte à frente de um grande exército em 1786 e, após uma curta campanha, derrotou o exército de Trịnh com sucesso. Os Trịnh também eram impopulares e o exército Tây Sơn parecia invencível. O senhor Trịnh fugiu para o norte, para a China. Nguyễn Huệ casou-se mais tarde com a princesa Lê Ngọc Hân, filha do posterior imperador Lê nominal, Lê Hiển Tông.

### Derrubada da Dinastia Lê e relacionamento com a Dinastia Qing

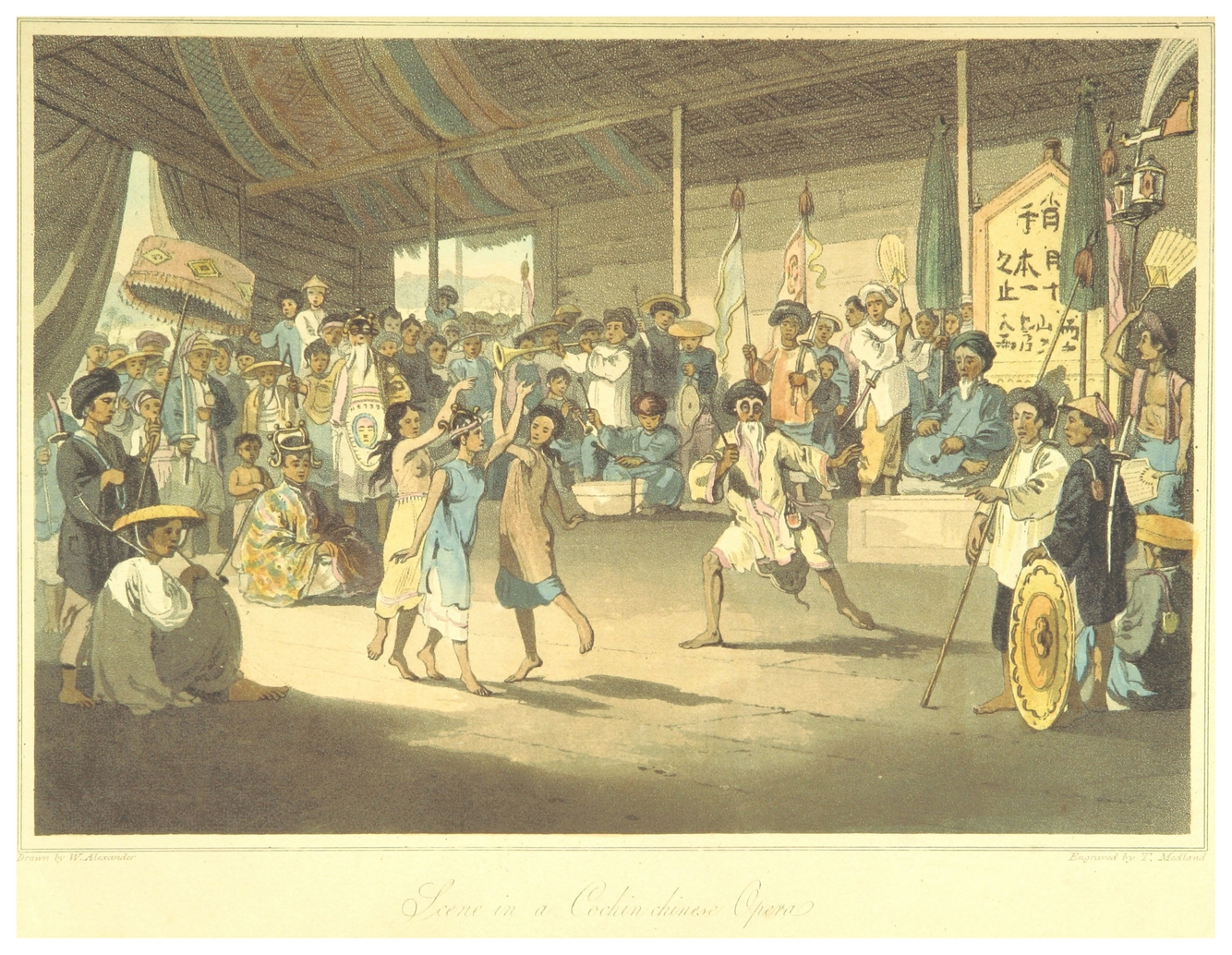
Uma casa de ópera em Phú Yên, 1793

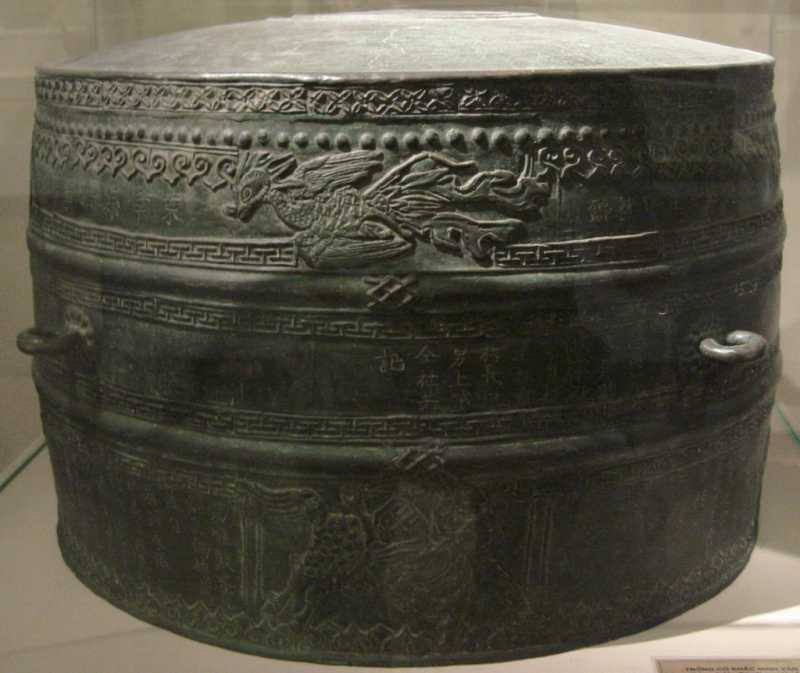
Um tambor real de bronze do imperador Tay Son, Cảnh Thịnh, fundido em 1800

Poucos meses depois, percebendo que sua esperança de manter o poder havia desaparecido, o imperador Lê Chiêu Thống fugiu para o norte, para o Império Qing da China, onde solicitou formalmente ajuda ao imperador Qianlong. O imperador Qianlong concordou em restaurar Lê Chiêu Thống ao poder e, assim, em 1788, um grande exército Qing marchou para o sul, em direção ao Vietnã, e capturou a capital Thăng Long.

Nguyễn Huệ reuniu um novo exército e se preparou para lutar contra o exército Qing. Ele se dirigiu às suas tropas antes da batalha dizendo:
Os Qing invadiram o nosso país e ocuparam a capital, Thăng Long. Em nossa história, as Irmãs Trưng lutaram contra a Han, Đinh Tiên Hoàng contra a Song, Trần Hưng Đạo contra o Mongol Yuan, e Lê Lợi contra a Ming. Estes heróis não se resignaram a ficar parados e ver os invasores saquearem o nosso país; inspiraram o povo a lutar por uma causa justa e a expulsar os agressores... Os Qing, esquecendo o que aconteceu aos Song, Yuan e Ming, invadiram o nosso país. Vamos expulsá-los do nosso território.
Em um ataque surpresa, enquanto o exército Qing celebrava o Ano Novo Lunar, o exército de Nguyễn Huệ os derrotou na Batalha de Ngọc Hồi-Đống Đa e os forçou, junto com Lê Chiêu Thống, a recuar. Os Tay Son foram apoiados por piratas chineses. As atividades antipirata foram realizadas por uma aliança conjunta entre a dinastia Qing e os senhores Nguyễn Gia Long, enquanto os piratas chineses colaboravam com Tay Son.
Após a batalha, Nguyễn Huệ procurou restaurar a relação tributária, a fim de impedir um ataque conjunto de pinça Qing-Sião e evitar novas tentativas chinesas Qing de restaurar a dinastia Lê. Nguyễn Huệ enviou um pedido ritualmente submisso ao imperador Qianlong sob o nome de Nguyễn Quang Bình (também conhecido como Ruan Guangping).
Em 1789, o Imperador Qianlong concordou em restabelecer a relação tributária e enfeoff Nguyễn como Rei de Annam, com a condição de que Nguyễn Huệ liderasse pessoalmente uma delegação especial a Pequim para comemorar o 80º aniversário do Imperador Qianlong. Para o imperador Qianlong, a motivação para aceitar o acordo foi manter a supremacia Qing e estabilizar a sua fronteira sul. Fontes chinesas e vietnamitas concordaram que Nguyễn Huệ enviou um impostor com uma delegação a Pequim, onde foram recebidos com pródigos favores imperiais. O imperador Qianlong aprovou a proposta e concedeu a Nguyễn Huệ o título de An Nam quốc vương ("Rei de Annam"). O título indicava que Nguyễn Huệ foi reconhecido como o governante legal do Vietnã e Lê Chiêu Thống não era mais apoiado.

### Guerra com Nguyễn Ánh e queda

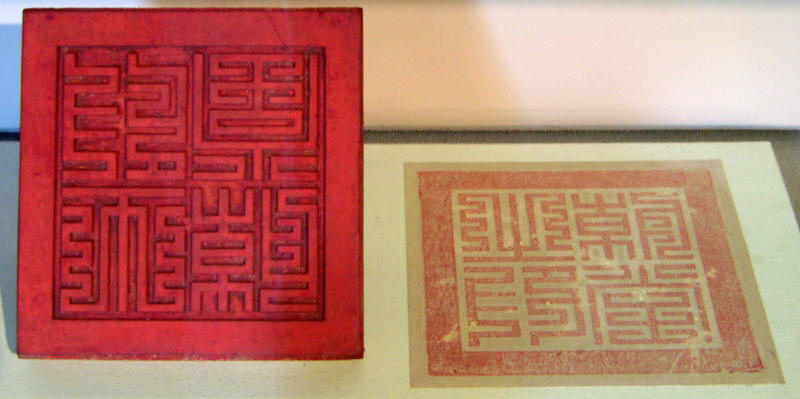
Selo da dinastia Tây Sơn

Quang Trung ficou ressentido. Ele treinou seu exército, construiu grandes navios de guerra e esperou uma oportunidade para se vingar. Ele também forneceu refúgio a organizações como a Tiandihui e a White Lotus . Piratas chineses, como Chen Tien-pao (陳添保), Mo Kuan-fu (莫觀扶), Liang Wen-keng (梁文庚), Fan Wen-tsai (樊文才), Cheng Chi (鄭七) e Cheng I (鄭一) receberam cargos oficiais e títulos nobres sob o império Tây Sơn. Todos os planos de ataque tiveram que ser abandonados devido à morte repentina de Nguyễn Huệ. O ataque nunca se materializou quando Quang Trung morreu em 1792.
Depois que Tây Sơn massacrou os colonos chineses da etnia Han em 1782, o apoio dos chineses Qing mudou para os senhores Nguyễn.
Após a morte de Quang Trung, seu filho Nguyễn Quang Toản foi entronizado como imperador Cảnh Thịnh aos dez anos de idade. No entanto, o verdadeiro poder estava nas mãos de seu tio Bui Dac Tuyen, que promulgou um expurgo político massivo. Muitos dos que serviram sob o comando de Quang Trung foram executados, enquanto outros ficaram desanimados e deixaram o regime, enfraquecendo consideravelmente o Tây Sơn. Isto abriu caminho para Nguyễn Ánh capturar todo o país dentro de 10 anos, com a ajuda de aventureiros militares franceses alistados pelo bispo francês Pigneau de Behaine. Em 1800, Nguyễn Ánh ocupou a cidadela de Quy Nhơn. Em 1801, ocupou Phú Xuân, forçando Nguyễn Quang Toản a fugir para Thăng Long . Em 1802, Ánh sitiou Thăng Long. Nguyễn Quang Toản, então com 20 anos, escapou, mas foi capturado e executado, encerrando a dinastia após 24 anos, e os Nguyễn, a última dinastia imperial do Vietnã, assumiram o controle do país em 1802.
Os senhores Nguyễn eventualmente derrotaram a dinastia Tây Sơn, assumiram o controle total do Vietnã e estabeleceram a dinastia imperial Nguyễn em 1802. Os Nguyễn executaram o líder derrotado de Tây Sơn, Bùi Thị Xuân, esmagando o corpo com um elefante. O coração e o fígado de seu corpo foram consumidos pelos soldados Nguyễn.